# Eredivisie 1998-99
La Eredivisie 1998-99 fue la 43.ª edición de la Eredivisie. El campeón fue el Feyenoord de Róterdam, conquistando su 9.ª Eredivisie y el 14.° título de campeón de los Países Bajos.

## Tabla de posiciones
| Pos. | Clasificación         | PJ | PG | PE | PP | Pts | GF | GC | Dif. |
| ---- | --------------------- | -- | -- | -- | -- | --- | -- | -- | ---- |
| 1    | Feyenoord de Róterdam | 34 | 25 | 5  | 4  | 80  | 76 | 38 | +38  |
| 2    | Willem II             | 34 | 20 | 5  | 9  | 65  | 69 | 46 | +23  |
| 3    | PSV Eindhoven         | 34 | 17 | 10 | 7  | 61  | 87 | 55 | +32  |
| 4    | Vitesse Arnhem        | 34 | 18 | 7  | 9  | 61  | 61 | 44 | +17  |
| 5    | Roda JC               | 34 | 17 | 9  | 8  | 60  | 59 | 40 | +19  |
| 6    | Ajax Ámsterdam        | 34 | 16 | 9  | 9  | 57  | 73 | 41 | +32  |
| 7    | Heerenveen            | 34 | 14 | 12 | 8  | 54  | 53 | 41 | +12  |
| 8    | Twente                | 34 | 13 | 13 | 8  | 52  | 51 | 45 | +6   |
| 9    | AZ Alkmaar            | 34 | 12 | 12 | 10 | 48  | 52 | 60 | -8   |
| 10   | Fortuna Sittard       | 34 | 12 | 8  | 14 | 44  | 49 | 56 | -7   |
| 11   | NEC Nijmegen          | 34 | 10 | 9  | 15 | 39  | 42 | 56 | -14  |
| 12   | Utrecht               | 34 | 10 | 8  | 16 | 38  | 54 | 64 | -10  |
| 13   | De Graafschap         | 34 | 8  | 12 | 14 | 36  | 40 | 57 | -17  |
| 14   | MVV Maastricht        | 34 | 7  | 11 | 16 | 32  | 42 | 63 | -21  |
| 15   | Cambuur Leeuwarden    | 34 | 7  | 11 | 16 | 32  | 37 | 64 | -27  |
| 16   | RKC Waalwijk          | 34 | 6  | 9  | 19 | 27  | 41 | 62 | -21  |
| 17   | Sparta Rotterdam      | 34 | 7  | 5  | 22 | 26  | 37 | 71 | -34  |
| 18   | NAC Breda             | 34 | 4  | 11 | 19 | 23  | 41 | 61 | -20  |

PJ = Partidos jugados; PG = Partidos ganados; PE = Partidos empatados; PP = Partidos perdidos; Pts = Puntos; GF = Goles a favor; GC = Goles en contra; Dif = Diferencia de goles
|  | Clasificado para la Liga de Campeones de la UEFA 1999-00                            |
|  | Clasificado para la tercera ronda previa de la Liga de Campeones de la UEFA 1999-00 |
|  | Clasificado para la Copa de la UEFA 1999-00                                         |
|  | Clasificado para la Copa Intertoto de la UEFA 2000                                  |
|  | Debió disputar un play-off por la permanencia                                       |
|  | Descendido a la Eerste Divisie                                                      |

|                                           |
| Campeón Feyenoord de Róterdam 14.o título |

## Play-offs de ascenso y descenso
Grupo 1
| Pos. | Club          | PJ | PG | PE | PP | Pts | GF | GC | Notas                          |
| 1    | RKC Waalwijk  | 6  | 5  | 1  | 0  | 16  | 11 | 3  | Permanece en la Eredivisie     |
| 2    | Zwolle        | 6  | 2  | 2  | 2  | 8   | 8  | 10 | Permanece en la Eerste Divisie |
| 3    | Dordrecht '90 | 6  | 2  | 1  | 3  | 7   | 12 | 13 | Permanece en la Eerste Divisie |
| 4    | FC Emmen      | 6  | 1  | 0  | 5  | 3   | 10 | 15 | Permanece en la Eerste Divisie |

Grupo 2
| Pos. | Club          | PJ | PG | PE | PP | Pts | GF | GC | Notas                          |
| 1    | Sparta        | 6  | 5  | 0  | 1  | 15  | 19 | 6  | Permanece en la Eredivisie     |
| 2    | Groningen     | 6  | 4  | 1  | 1  | 13  | 16 | 8  | Permanece en la Eerste Divisie |
| 3    | Excelsior     | 6  | 2  | 1  | 3  | 7   | 16 | 18 | Permanece en la Eerste Divisie |
| 4    | Helmond Sport | 6  | 0  | 0  | 6  | 0   | 5  | 24 | Permanece en la Eerste Divisie |